# Vitolfilia

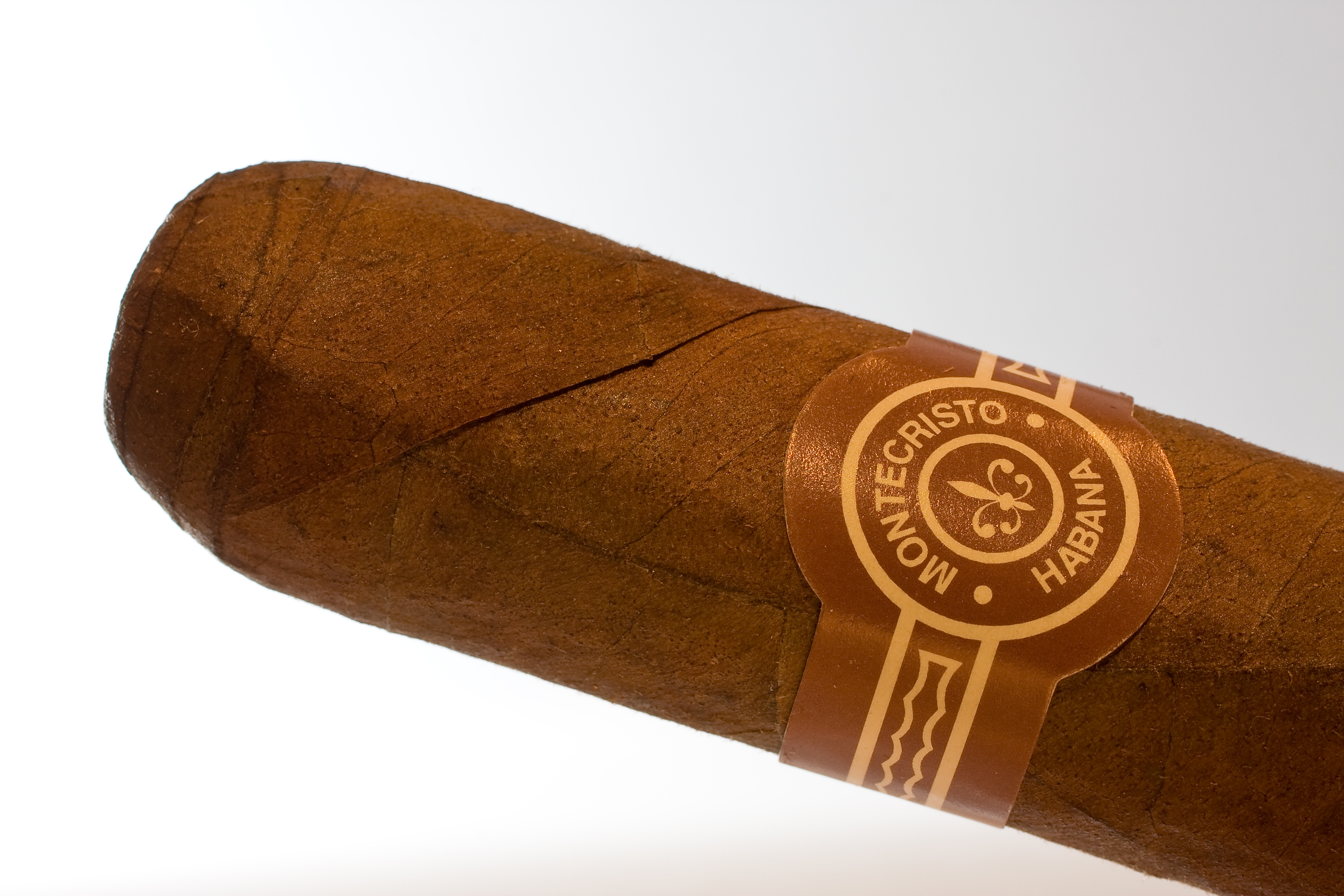
Vitola de un Montecristo.

La vitolfilia es la afición de coleccionar vitolas o anillas de puro y al conocimiento que se tiene sobre ellas.

## Historia
El origen conocido de las vitolas data de principios del siglo XIX. El 11 de abril de 1717 por Real Cédula se estableció la Factoría y Estanco del Tabaco y estuvo en vigor hasta junio de 1817 en que Fernando VII abolió los privilegios de la factoría, suprimiendo el estanco y decretando la libertad del comercio del tabaco. Siendo Cuba el origen de esta industria tabaquera y dada la fama de sus tabacos por encima de los de otras regiones, comenzaron a utilizarse las anillas como marca distinguidora de dichas industrias. Se cree que las "fajas" que rodeaban unos cuantos puros o bien la individual de cada puro fueron el origen. La individual pudo tener un origen a modo de faja para que los dedos no se manchasen de los alquitranes del puro mientras se fumaba.
En 1837 se creó en Cuba el Archivo del Gobierno Civil de Marcas de Litografía, Tabacos y Cigarros. Este primer organismo oficial, registraba los grabados, nombres y temas que los fabricantes escogían para identificar plenamente sus productos. En el primer embarque que Cuba hizo a la Metrópoli en 1854, recibido en Cádiz, los cigarros ya venían diferenciados por sus anillas. Se deduce pues que las primeras anillas aparecieron en Cuba hacia 1830-35. 
La extremada belleza de estas piezas litográficas hizo surgir la afición de coleccionistas tanto en España como, progresivamente, en el resto del mundo. Con el tiempo, tanto los dibujos de las tapas de las cajas de puros (llamadas "habilitaciones") como las anillas en sí mismas se convirtieron en obras de arte. En España el coleccionismo fue creciendo y llegando a bien entrado el siglo XX, siendo en 1949 cuando se crea la Asociación Vitolfílica Española (A.V.E.) que desde entonces ha venido editando su revista hasta hoy. Numerosas asociaciones Vitolfílicas locales de pueblos y ciudades de España fueron surgiendo, organizándose concursos de la mejor vitola, exposiciones públicas con asistencia de autoridades y numerosas casas que comerciaban con vitolas de todo el mundo en la modalidad de compra-venta-cambio. A lo largo del tiempo se han editado numerosos catálogos con tasaciones, llegando algunas de las piezas a tener valores económicos importantes.
En la actualidad (2016) el presidente de la Asociación Vitolfílica Española es D. Julián Huerta Galván, quien lleva en el cargo hace un año y medio.
Experto en Vitolfilia de Canarias, es autor del libro VITOLFILIACANARIA DE LA a A LA Z, obra importantísima y fundamental que estará compuesta de 7 volúmenes, en este año 2016 ya se han realizado los tres primeros, además es autor de varios artículos fundamentales sobre las vitolas y fábricas tabaqueras de las Islas Canarias.